# Remi Broadway
Remi Broadway (* 30. April 1978 in Benowa, Queensland) ist ein australischer Schauspieler, der nebenbei auch als Regisseur für Kleinstproduktionen und Werbespots im Einsatz ist.

## Leben und Karriere
Seinen ersten nennenswerten Fernsehauftritt hatte der in der Kleinstadt Benowa im australischen Bundesstaat Queensland geborenen Broadway im Jahre 1993, als er als Piffy in die The Late Show geholt wurde, es dort allerdings auch nur auf einen einzigen Auftritt brachte. Noch im gleichen Jahr kam er schließlich als Moderator in die Prime Possum Show, einer australischen Kinderserie, wo er neben einer aus Possum verkleideten Person, laut eigenen Angaben bis 1996 bzw. 1997 in rund 550 Folgen zum Einsatz kam. Dazwischen kamen unter anderem auch Einsätze in den Fernsehserien Pacific Drive (1996) und The Wayne Manifesto, wo er von 1996 bis 1997 in etwa 14 Folgen in der Rolle des Rupert in Erscheinung trat. Nach drei weiteren Serienauftritten in Breakers im Jahre 1998 oder 1999, folgte im gleichen Jahr Broadways erster Filmauftritt, wo er im „Sabrina total verhext“-Ableger Sabrina verhext Australien zu einer kleinen aber eher unwesentlichen Nebenrolle kam. Nach einem Auftritt in einer Episode von Die verlorene Welt im Jahre 1999, legte er in den folgenden Jahren mehr wert auf Auftritte in verschiedenen und zumeist als Low-Budget-Filme produzierten Fernsehfilmen. So war er schließlich im Jahre 2000 im Film Murder Trail zu sehen und brachte es im Folgejahr auf einen weiteren Filmeinsatz in Teen Star, sowie auf einen Auftritt in einer Folge von Cybergirl. 2002 folgte ein Kurzauftritt im Kinofilm Scooby-Doo, gefolgt von einem verhältnismäßig erfolgreichen Jahr 2003.
Dabei kam er zu einem Auftritt in Russell Mulcahys preisgekrönten Film Swimming Upstream zum Einsatz und war daneben auch noch in Inspector Gadget 2 in einer kleinen Nebenrolle aktiv. Danach folgte im Jahre 2004 seine ersten etwas größere Filmrolle in Rapid Fear, wo er als Callum Kennedy zu sehen war. Nach einem Jahr ohne wesentliche Veröffentlichung kam er 2006 gleich in zwei Filme (Convictions und The Marine) zum Einsatz und war außerdem noch in einer Episode von Meine peinlichen Eltern involviert. Nachdem es auch 2007 zu keiner nennenswerten Veröffentlichung einer Produktion, an der Broadway als Schauspieler beteiligt war, kam, kehrte er erst wieder im Jahre 2008 auf den Bildschirm zurück. Dabei kam er allerdings in einer wiederkehrenden Rolle als Jake Cronin in der nur kurzlebigen australischen Fernsehserie The Strip zum Einsatz. Seine bis dato (Stand: Februar 2011) letzten wesentlichen Auftritte hatte er 2009 in der britisch-australischen Serie K9, wo er in zwei verschiedenen Rollen zu sehen war, sowie im international ausgestrahlten Fernsehfilm Shark Attack – Sie lauern in der Tiefe!. Neben seiner Tätigkeit als Schauspieler ist Broadway, anfangs auch nur hobbymäßig, als Regisseur aktiv. Dabei drehte er bereits einige Filme für das Tropfest, das alljährlich stattfindende größte Kurzfilmfestival der Welt, sowie auch einige Werbespots für das australische Fernsehen. Nebenbei unterhält er auch einen eigenen Kanal im Internet-Videoportal YouTube. Ebendort führt er auch eine eigene Show, in der unter anderem auch die australische Internet- und YouTube-Persönlichkeit Caitlin Hill sowie sein Bruder Regis Broadway zu sehen sind.

## Filmografie
- 1993: The Late Show (1 Folge)
- 1993–1997: Prime Possum Show (ca. 550 Folgen)
- 1996: Pacific Drive (? Folgen)
- 1996–1997: The Wayne Manifesto (ca. 14 Folgen)
- 1998 oder 1999: Breakers (3 Folgen)
- 1999: Sabrina verhext Australien
- 1999: Die verlorene Welt (Sir Arthur Conan Doyle's The Lost World) (1 Folge)
- 2000: Murder Trail
- 2001: Teen Star (The Wilde Girls)
- 2001: Cybergirl (1 Folge)
- 2002: Scooby-Doo
- 2003: Swimming Upstream
- 2003: Inspector Gadget 2
- 2004: Rapid Fear
- 2006: Convictions
- 2006: Meine peinlichen Eltern (Mortified) (1 Folge)
- 2006: The Marine
- 2008: The Strip (2 Folgen)
- 2009: K9 (2 Folgen)
- 2009: Shark Attack – Sie lauern in der Tiefe! (Malibu Shark Attack)